# Chapas (Puèi Domat)
Chappes és un municipi francès situat al departament del Puèi Domat i a la regió d'Alvèrnia-Roine-Alps. L'any 2007 tenia 1.453 habitants.

## Demografia

### Població
El 2007 la població de fet de Chappes era de 1.453 persones. Hi havia 527 famílies de les quals 93 eren unipersonals (39 homes vivint sols i 54 dones vivint soles), 147 parelles sense fills, 248 parelles amb fills i 39 famílies monoparentals amb fills.
La població ha evolucionat segons el següent gràfic:
Habitants censats

### Habitatges
El 2007 hi havia 567 habitatges, 540 eren l'habitatge principal de la família, 5 eren segones residències i 22 estaven desocupats. 532 eren cases i 35 eren apartaments. Dels 540 habitatges principals, 445 estaven ocupats pels seus propietaris, 85 estaven llogats i ocupats pels llogaters i 10 estaven cedits a títol gratuït; 1 tenia una cambra, 10 en tenien dues, 58 en tenien tres, 226 en tenien quatre i 245 en tenien cinc o més. 470 habitatges disposaven pel capbaix d'una plaça de pàrquing. A 182 habitatges hi havia un automòbil i a 337 n'hi havia dos o més.

### Piràmide de població
La piràmide de població per edats i sexe el 2009 era:
| Homes | Edats   | Dones |
| ----- | ------- | ----- |
| 0     | 95 o +  | 0     |
| 0     | 90 a 94 | 0     |
| 0     | 85 a 89 | 4     |
| 4     | 80 a 84 | 0     |
| 4     | 75 a 79 | 12    |
| 8     | 70 a 74 | 8     |
| 20    | 65 a 69 | 32    |
| 20    | 60 a 64 | 36    |
| 36    | 55 a 59 | 12    |
| 40    | 50 a 54 | 44    |
| 52    | 45 a 49 | 40    |
| 44    | 40 a 44 | 52    |
| 84    | 35 a 39 | 68    |
| 44    | 30 a 34 | 44    |
| 24    | 25 a 29 | 48    |
| 20    | 20 a 24 | 36    |
| 52    | 15 a 19 | 28    |
| 32    | 10 a 14 | 52    |
| 32    | 5 a 9   | 40    |
| 20    | 0 a 4   | 60    |

## Economia
El 2007 la població en edat de treballar era de 948 persones, 746 eren actives i 202 eren inactives. De les 746 persones actives 700 estaven ocupades (364 homes i 336 dones) i 46 estaven aturades (15 homes i 31 dones). De les 202 persones inactives 78 estaven jubilades, 79 estaven estudiant i 45 estaven classificades com a «altres inactius».

### Ingressos
El 2009 a Chappes hi havia 555 unitats fiscals que integraven 1.511,5 persones, la mediana anual d'ingressos fiscals per persona era de 19.137 €.

### Activitats econòmiques
Dels 49 establiments que hi havia el 2007, 2 eren d'empreses alimentàries, 4 d'empreses de fabricació d'altres productes industrials, 9 d'empreses de construcció, 12 d'empreses de comerç i reparació d'automòbils, 1 d'una empresa de transport, 2 d'empreses d'hostatgeria i restauració, 1 d'una empresa d'informació i comunicació, 1 d'una empresa financera, 2 d'empreses immobiliàries, 10 d'empreses de serveis, 3 d'entitats de l'administració pública i 2 d'empreses classificades com a «altres activitats de serveis».
Dels 13 establiments de servei als particulars que hi havia el 2009, 1 era una oficina de correu, 1 taller de reparació d'automòbils i de material agrícola, 1 taller d'inspecció tècnica de vehicles, 1 paleta, 2 guixaires pintors, 2 fusteries, 3 lampisteries, 1 electricista i 1 perruqueria.
Dels 3 establiments comercials que hi havia el 2009, 1 era una botiga de menys de 120 m², 1 una fleca i 1 una botiga de material esportiu.
L'any 2000 a Chappes hi havia 21 explotacions agrícoles que ocupaven un total de 992 hectàrees.

## Equipaments sanitaris i escolars
El 2009 hi havia una escola elemental.

## Poblacions més properes
El següent diagrama mostra les poblacions més properes.